# 佐世保市立花高小学校
佐世保市立花高小学校（させぼしりつ はなたかしょうがっこう）は、長崎県佐世保市花高三丁目にある公立の小学校。

## 概要
歴史
1976年（昭和51年）、当時マンモス校であった佐世保市立早岐小学校から分離する形で新設された。2016年（平成28年）に創立45周年を迎えた。
校区
住所表記で「長崎県佐世保市」の後に「花高一～四丁目、権常寺町、権常寺一丁目、上原町（一部）、桑古場町（一部）」が続く地域。中学校区は佐世保市立早岐中学校。
校章
1977年（昭和52年）に制定。中央に校名の「花」の文字を図案化したものを置いている。
校歌
1977年（昭和52年）に制定。作詞は中川龍一、作曲は佐藤吉五郎による。歌詞は2番まであり、両番に校名の「花高」が登場する。

## 沿革
- 1975年（昭和50年）12月1日 - 花高地区への小学校新設が決定。
  - 佐世保市立早岐小学校と佐世保市立広田小学校の校区のうち、花高一～四丁目を分離し、小学校を新設する。
- 1976年（昭和51年）
  - 4月1日 - 「佐世保市立花高小学校」（現校名）が開校。
  - 4月6日 - 開校式・始業式を挙行。児童数（2年から4年まで）205名、学級数7、プレハブ校舎12教室でのスタートとなる。
  - 4月10日 - 入学式を挙行。入学生（1年）86名が加わる。総学級数9。
  - 6月26日 - PTAを結成。
  - 8月26日 - 第一期工事として鉄筋コンクリート造4階建て校舎（普通8教室）が完成。
- 1977年（昭和52年）
  - 3月 - 第二期工事として鉄筋コンクリート造4階建て校舎（普通8教室、特別教室）が完成。運動場を整地。
  - 4月 - 校章を制定。
  - 5月 - 校歌を制定。
  - 6月 - 体育館が完成。
- 1978年（昭和53年）
  - 4月 - 第三期工事として鉄筋コンクリート造4階建て校舎（普通10教室等）が完成。
  - 5月 - 第四期工事として鉄筋コンクリート造4階建て校舎（普通4教室等）が完成。校旗を制定。
  - 7月 - プールが完成。
- 1980年（昭和55年）4月1日 - 校区改定により権常寺町の一部（皆瀬）が加わる。
- 1984年（昭和59年）3月 - 第五期工事としてA校舎を増築。
- 1989年（平成元年）9月 - 運動会優勝旗を制定。
- 1990年（平成2年）3月 - 学校花にあじさいを制定。
- 1993年（平成5年）9月 - コンピュータ室が完成。
- 2001年（平成13年）4月 - ことばの教室を開設。
- 2004年（平成16年）10月 - 花高子ども教室を開講。
- 2005年（平成17年）4月1日 - 2学期制の試行を開始。
- 2006年（平成18年）4月1日 - 2学期制の完全実施。
- 2010年（平成22年）2月 - 上原・花高あじさい歩道橋が開通。
- 2012年（平成24年）6月 - 新体育館が完成。

## 交通
最寄りのバス停
- 西肥バス 「花高四丁目」バス停

## 周辺
- 花高幼稚園
- 花高中央公園
- 小森川

## 関連事項
- 長崎県小学校一覧
- 佐世保市小学校一覧